# The Dillinger Escape Plan
The Dillinger Escape Plan (tDEP) is een Amerikaanse band. De groep maakt mathcore, een combinatie tussen grindcore, post-hardcore, jazz en metal in de breedste zin van het woord. De muziek is een mix van de hallucinerende invloeden van Mahavishnu Orchestra, de complexiteit van de laatste Death-albums, de deathmetal-prestaties van Cynic en de progressieve hardrockinvloeden van Rush.

## Bezetting
- Greg Puciato - zanger
- Ben Weinman - gitarist
- Liam Wilson - bassist
- Billy Rymer - drummer

## Biografie
TDEP ontstond uit de niet al te bekende metalband Arcane. Onder de naam The Dillinger Escape Plan, die afgeleid is van John Dillinger, heeft deze band twee keer opgetreden, totdat Derrick Brantley (gitarist) de band verliet. Hierna is het overgebleven stel zanger Dimitri Minakakis, gitarist Ben Weinman, drummer Chris Pennie en bassist Adam Doll de studio ingedoken voor het opnemen van een demo, die door Now or Never Records op cd is uitgebracht. Voor het toeren had de band een nieuwe gitarist nodig om Derrick Brantley op te volgen, dit werd John Fulton.
Deze tour en de intense, woeste en agressieve optredens van tDEP werden een veelbesproken onderwerp in de metalscene. Tijdens de tour kreeg tDEP een contract aangeboden bij Relapse Records. Bijna meteen na het tekenen van dit contract verliet John Fulton de band. Bij het opnemen van de eerste ep was er dan ook maar één gitarist: Ben Weinman nam alle gitaarstukken voor zijn rekening. De eerste ep (die in 1998 uitgebracht werd) kreeg de naam Under the Running Board mee. Nadat tDEP met deze ep zijn naam enigszins bekend had gemaakt, was het tijd voor een eerste album. In 1999 werd dit uitgebracht onder de naam Calculating Infinity - een erg intens en technisch album. Tijdens het opnemen van deze cd raakte bassist Adam Doll bij een auto-ongeluk verlamd over bijna zijn hele lichaam, waardoor hij niet het hele album kon inspelen. Ook sloot Jesuit-gitarist Brian Benoit zich aan bij de band, als vervanging voor Fulton.
Calculating Infinity ging niet helemaal geruisloos voorbij en werd positief ontvangen. Het album trok de aandacht van  voormalig Faith No More-zanger Mike Patton, die tDEP uitnodigde in het voorprogramma van Mr. Bungle. Tijdens deze tournee door de VS werd de show van tDEP alleen maar intenser. Tijdens deze tour werd Liam bij de band gevoegd als bassist.
In 2000 werd de demo uit 1998, gecombineerd met enkele bonusnummers opnieuw uitgebracht door Now or Never records. Ongeveer tegelijk met deze uitgave hield de zanger Dimitri Minakakis op met het spelen voor tDEP en hebben ze enkele shows instrumentaal gedaan. In de zoektocht naar een nieuwe zanger hebben ze een instrumentale versie van "43% Burnt" op de tDEP-website gezet, die kon worden gedownload en dan thuis kon worden ingezongen en op een cd naar tDEP gestuurd kon worden.
Tijdens deze zoektocht naar een nieuwe zanger heeft de band nog enkele nummers gemaakt voor een Black Flag-tributealbum. Ook werd met Mike Patton als zanger een nieuwe ep opgenomen onder de naam Irony is a Dead Scene. In 2001 werd er door de actie op de website ook een nieuwe zanger gevonden: Greg Puciato werd aangenomen na twee keer met de band geoefend te hebben. Zijn debuut bij de band op het CMJ Music Festival 2001 in New York was een succes: uit diverse fora op internet kan geconcludeerd worden dat veel fans Puciato met open armen ontvangen (hoewel veel anderen nog steeds de voorkeur geven aan Dimitri).
In 2002 was het tijd voor een tour door Europa. TDEP kwam in het voorprogramma System Of A Down, wat niet echt een groot succes was omdat de meeste liefhebbers van System Of A Down de muziek van tDEP niet echt konden waarderen. Ook werd in 2002 de Irony is a Dead Scene-ep uitgebracht onder het punk label Epitaph Records.
In 2004 wordt er na bijna constant toeren een tweede album door tDEP uitgebracht onder de naam Miss Machine. Na deze release zijn ze direct weer gaan toeren over de wereld, een tour waarin ze onder andere Lowlands, Pukkelpop, Amsterdam, Groningen en Utrecht aan deden. De bonus-dvd die bij sommige versies van Miss Machine zat (met livebeelden en beelden achter de schermen) is later ook nog als aparte dvd uitgebracht.
In 2006 bracht tDEP een ep uit via het programma iTunes. Een x-aantal covers kon enkel worden gedownload, de cd is niet te koop.
In aanloop naar het derde album, dat in 2007 zou uitkwam, verspreidde de groep teasers van nieuwe nummers via de site YouTube. Chris Pennie heeft de groep ondertussen verlaten om bij Coheed and Cambria te drummen. Hij wordt vervangen door Gil Sharone van Stolen Babies die de drumtracks voor het album Ire Works ingespeeld heeft.
In 2016 maakt de band bekend dat ze een nieuw album uitbrengen dat dissociation zal heten, een paar weken later kondigt de band ook aan dat ze stoppen. Ben verklaart in een interview dat het tijd is voor iets nieuws en dat ze nog een wereldtour doen voor ze de handdoek in de ring gooien. 

## Discografie
- 1997: The Dillinger Escape Plan
- 1998: Under The Running Board
- 1999: Calculating Infinity
- 2002: Irony Is A Dead Scene
- 2004: Miss Machine
- 2007: Ire Works
- 2010: Option Paralysis
- 2013: One Of Us Is The Killer
- 2016: Dissociation